# István Eörsi

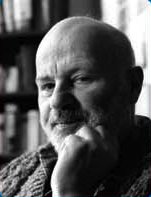
István Eörsi

István Eörsi [ˈiʃtvaːn ˈørʃi] (* 16. Juni 1931 in Budapest; † 13. Oktober 2005 ebenda) war ein ungarischer Lyriker, Dramatiker, Prosaautor, Übersetzer und politischer Essayist.

## Leben
Eörsi entstammt einer jüdischen Intellektuellenfamilie, die den Holocaust überlebte. Er studierte Anglistik und Germanistik in Budapest und arbeitete dann als AHS-Lehrer an einem Budapester Gymnasium. In seinen jungen Jahren schrieb er für eine Jugendzeitung der Kommunistischen Partei, er galt damals als überzeugter Marxist und verfasste sogar ein Gedicht zum Tod von Stalin. Später erklärte er sich zu den entschlossenen Gegnern der Diktatur.
Eörsi war ein Schüler des Philosophen Georg Lukács, dessen Autobiografie in dialogischer Form Eörsi 1980 herausgab. Wegen Beteiligung am Ungarnaufstand wurde er 1956 als 25-Jähriger zu acht Jahren Haft verurteilt und nach 3½ Jahren 1960 amnestiert. Danach hatte er zunächst Veröffentlichungsverbot und arbeitete zumeist als Theaterdramaturg und Übersetzer. Eörsi übertrug unter anderem Gedichte von Goethe, Heine, Brecht, Shakespeare, Allen Ginsberg, Shelley, Keats, Puschkin, Ernst Jandl und Lorca ins Ungarische.
1983/84 erhielt er ein Stipendium (DAAD) in West-Berlin. Dort brachte sein Landsmann George Tabori sein Stück Das Verhör an der Schaubühne am Lehniner Platz zur Uraufführung. 1986 kehrte er nach Ungarn zurück, danach lebte er jeweils in Budapest und in Berlin. Nach der politischen Wende 1989 trat Eörsi als spitzer Kritiker des wiederaufflackernden Nationalismus und anderer misslicher Zustände hervor. Er war Gründungsmitglied der liberalen SZDSZ und trat nach Meinungsverschiedenheiten später wieder aus.
2005 wurde ihm der Kossuth-Preis verliehen, die höchste literarische Auszeichnung Ungarns.

## Werke (Auswahl)
Theaterstücke (in deutscher Übersetzung):
- Das Verhör. 1965 (überarbeitet 1983/84), U: Schaubühne am Lehniner Platz 1984, Frankfurt/M.: Verlag der Autoren
- Fässer. 1968, DE: Badische Landesbühne Bruchsal 1991, Frankfurt/M.: Verlag der Autoren
- Der Staatsmann und seine Schatten. 1972, Frankfurt/M.: Verlag der Autoren
- Das Opfer. 1975, Frankfurt/M.: Verlag der Autoren
- Jólan und die Männer. 1977, Frankfurt/M.: Verlag der Autoren
- Der Kompromiß. 1981, U: Städtische Bühnen Osnabrück 1985, Frankfurt/M.: Verlag der Autoren
- Die Stimme seines Herrn. 1. Fassung 1984; 2. Fassung 1990, U: Sátékszin-Theater Budapest 1990, 3. Fassung His Master’s Voice., U: Theater m.b.H. Wien 1998, Frankfurt/M.: Verlag der Autoren
- Die Wette. 1986, Frankfurt/M.: Verlag der Autoren
- Variation auf Ödipus. 1990, Frankfurt/M.: Verlag der Autoren
- Hiob Proben. 1997, U: Schillertheater Wuppertal 1999, Frankfurt/M.: Verlag der Autoren
- Der Eingriff. Frankfurt/M.: Verlag der Autoren
- Am Morgen meines Todes. 2001, Frankfurt/M.: Verlag der Autoren

Prosa (in deutscher Übersetzung):
- Bei Phalaris. Reinbek 1987
- Ich fing eine Fliege beim Minister. Klagenfurt/Salzburg 1991
- Erinnerung an die schönen alten Zeiten. Reinbek 1991
- Tage mit Gombrowicz. Leipzig 1997
- Hiob und Heine. Passagiere im Niemandsland. Klagenfurt 1999.
- Der rätselhafte Charme der Freiheit. Frankfurt/Main 2003.
- Im geschlossenen Raum. Frankfurt/Main 2006.

## Gespräche
- Achim Engelberg, Gespräch mit István Eörsi. In: Sinn und Form, Heft 1/2006, S. 72–82